# Mademoiselle Papillon
Pour les articles homonymes, voir Butterfly.

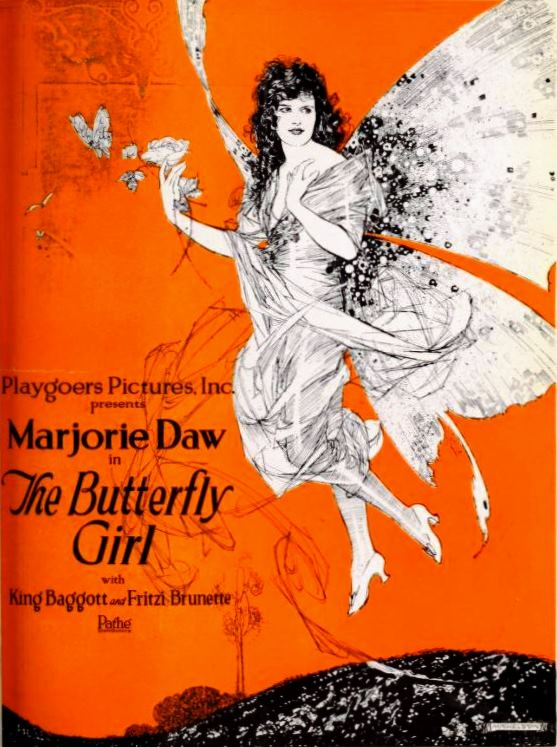
Annonce pour le film dans Exhibitors Herald.

Mademoiselle Papillon (The Butterfly Girl) est un film américain réalisé par John Gorman et sorti en 1921.

## Synopsis
Edith Folsom, une jeune femme coquette, essaye de séduire les jeunes hommes qu'elle rencontre, et "papillonne" dans les salons newyorkais en dépensant sans compter l'argent de ses parents.

## Fiche technique
- Titre original : The Butterfly Girl
- Titre français : Mademoiselle Papillon
- Réalisation : John Gorman
- Scénario : John Gorman
- Photographie : René Guissart
- Production : Playgoers Pictures
- Distributeur : Pathé Exchange (États-Unis)[2] ; Société Française des Films Artistiques (France
- Durée : 50 minutes (5 bobines)[3]
- Dates de sortie :
  - États-Unis : 12 juin 1921
  - France : 19 mai 1922[4]

## Distribution
- Marjorie Daw : Edith Folsom
- Fritzi Brunette : Lorna Lear
- King Baggot : H.H. Van Horn
- Jean De Briac : John Blaine
- Ned Whitney Warren : Ned Lorimer
- Lisle Darnell : Mary Van Horn